# Jacques-Guillaume Van Blarenberghe
Jacques-Guillaume Van Blarenberghe (Lille, 23 janvier 1691-Lille, 1er mai 1742), est un peintre lillois, fils de Hendrick Van Blarenberghe, et son successeur.

## Biographie
Jacques-Guillaume a d'abord travaillé dans l'atelier de son père, mais, à la mort de celui-ci, la corporation de peintres le somma de "produire chef-d'œuvre", on pense que ce sont les "quatre saisons", datées de 1717. Il connaîtra toute sa vie une situation financière fluctuante.
On connait de lui cent cinquante œuvres, principalement des paysages, marines et fêtes, paysannes ou aristocratiques. Par certains de ses tableaux, on pense qu'il visita Paris. Sa peinture est très apparentée aux modèles flamands, mais plus légères, plus fine. L'environnement des tableaux appartient à la Flandre française. Ses tableaux sont pleins de retenue, sans aucune trace de polissonerie.
La peinture de Jacques-Guillaume fait figure de transition entre Hendrick, son père, et Louis-Nicolas, son fils, et marque le passage, chez les Van Blarenberghe, d'un style proprement flamand à un style français.